# مزرعه مسجدپل
مزرعه مسجدپل یک منطقهٔ مسکونی در ایران است که در دهستان رودبار (دامغان) واقع شده‌است.